# Neottia
Neottia Guett., 1754 è un genere di piante spermatofite monocotiledoni appartenenti alla famiglia delle Orchidacee, dall'aspetto di piccole erbacee perenni con fiori piccoli e poco appariscenti.

## Etimologia
Il nome del genere fa riferimento alla particolare forma delle radici “a nido” di queste piante: in greco “neottia” significa “nido”. Denominazione introdotta nella nomenclatura botanica dal naturalista e geologo francese Jean-Étienne Guettard  (1715 – 1786) nel 1754. Il nome del gruppo Listera ricorda un naturalista inglese, Martin Lister, vissuto tra 1638 e il 1712.

## Descrizione
I dati morfologici si riferiscono soprattutto alle specie europee e in particolare a quelle spontanee italiane.
Queste piante fanno parte delle orchidee terrestri: contrariamente ad altri generi delle orchidee, non sono epifite, ossia non vivono su altri vegetali ed hanno un proprio apparato radicale.
Alcune specie del genere Neottia sono piante saprofite e quindi prive di clorofilla. Vivono in simbiosi mutualistica con un fungo (Rhizomorphaneottiae) fissato alle radici della pianta. Altre (gruppo ex genere Listera) hanno il fusto e le foglie verdi per cui producono clorofilla.
La forma biologica prevalente del genere è geofita rizomatosa (G rhiz), sono piante perenni erbacee che portano le gemme in posizione sotterranea. Durante la stagione avversa non presentano organi aerei e le gemme si trovano in organi sotterranei chiamati rizomi; dei fusti sotterranei dai quali, ogni anno, si dipartono radici e fusti aerei.

### Radici
Le radici sono ingrossate e molto aggrovigliate, presenta radici avventizie dai rizomi.

### Fusto
- Parte ipogea: la parte sotterranea consiste in un rizoma a fibre contorte (rizoma breve).
- Parte epigea: la parte aerea del fusto è eretta e semplice; nella parte basale sono presenti delle guaine e delle foglie; in alto è pubescente.

### Foglie

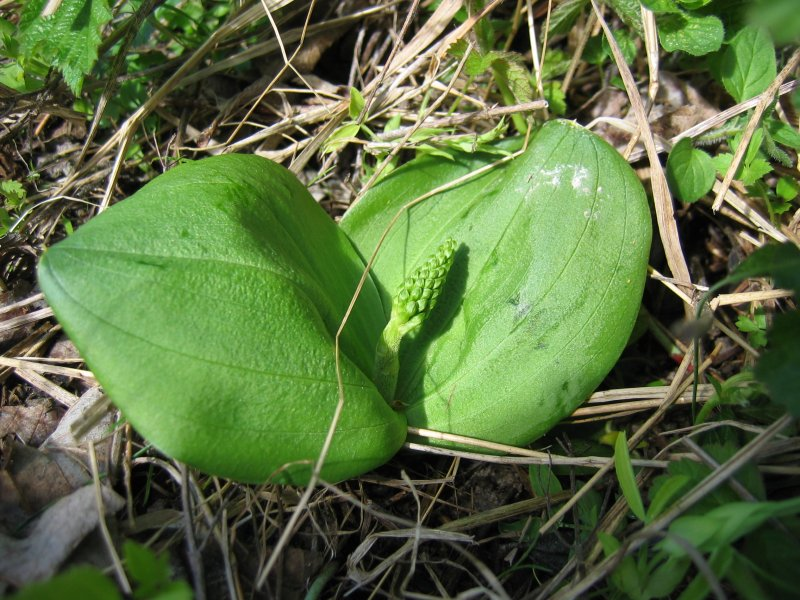
Le foglie (Neottia ovata)

Normalmente sono presenti un paio di foglie (raramente 3 o 4) in posizione quasi basale (non oltre la metà dello stelo) e a disposizione opposta. Nelle specie dell'ex gruppo Listera sono presenti due foglie (raramente tre) a disposizione sub-opposta e patenti; sono posizionate nella parte inferiore del fusto (a circa 1/3 dal terreno); sono intere a forma cordata oppure ovata con svariate nervature longitudinali. La consistenza di queste foglie è quasi carnosa (sono spesse) e sono glabre; il colore è verde chiaro traslucido e sono quasi sessili (o con un picciolo ridotto al minimo). Altre specie sono afille (senza foglie). In alcune specie le foglie sono ridotte a delle squame (o scaglie) prive di clorofilla e quindi di colore giallastro o bruno chiaro.

### Infiorescenza

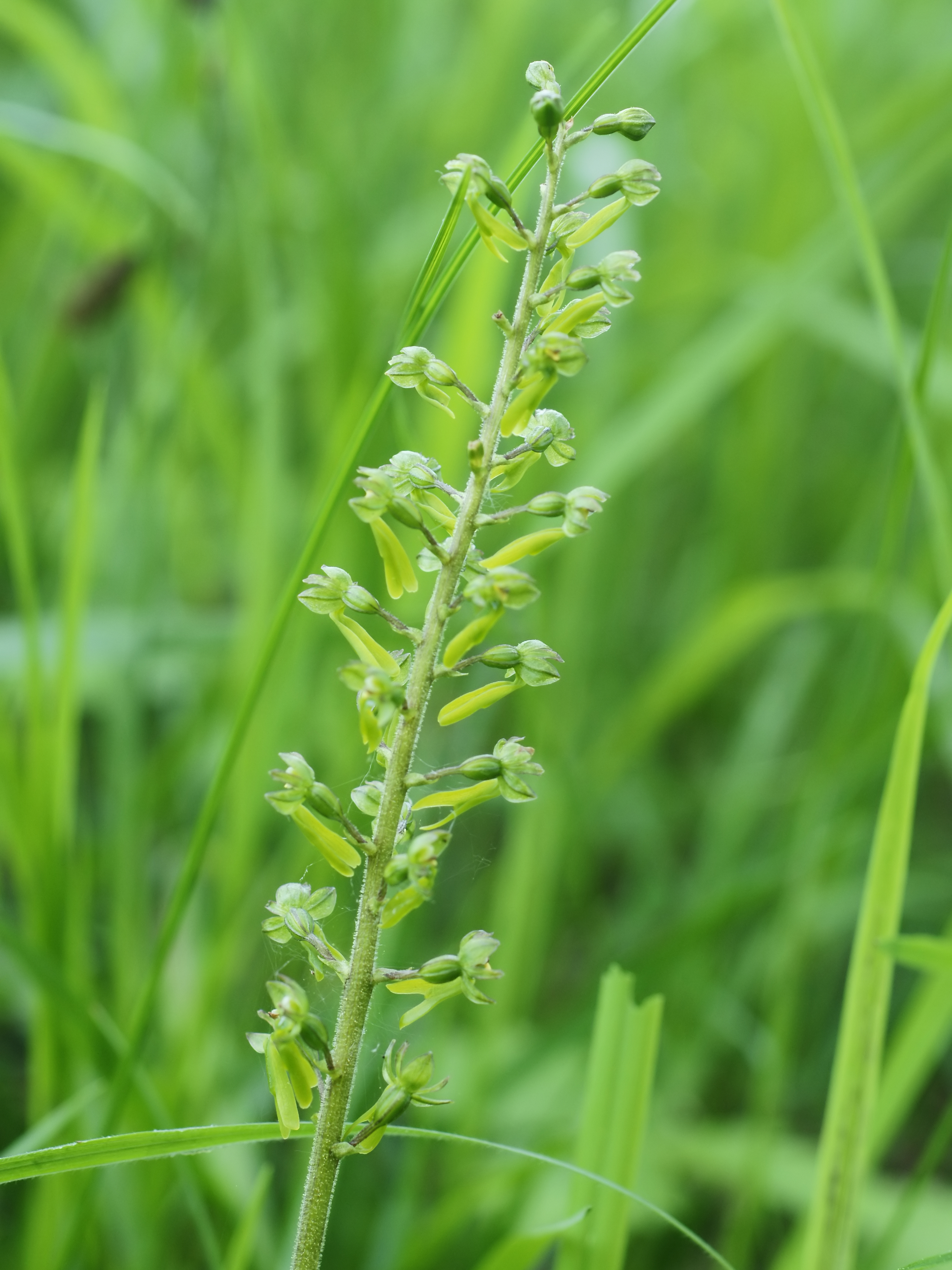
Infiorescenza (Neottia ovata)

L'infiorescenza è formata da fiori (da 2 a 100; raramente è presente un solo fiore) riuniti in una spiga terminale più o meno densa. I fiori, inodori e ben spaziati uno dall'altro, sono pedicellati e sono resupinati, ruotati sottosopra tramite torsione del pedicello; in questo caso il labello è volto in basso. In alcune specie (poche e raramente) i fiori possono non essere resupinati.  L'infiorescenza è provvista di brattee (la loro funzione è quella di proteggere i fiori). Le brattee sono posizionate alla base del pedicello e possono essere di tipo fogliaceo o squamiformi; normalmente tutti i fiori sono posti all'ascella di queste brattee.

### Fiore
I fiori sono ermafroditi ed irregolarmente zigomorfi, pentaciclici (perigonio a 2 verticilli di tepali, 2 verticilli di stami (di cui uno solo fertile – essendo l'altro atrofizzato), 1 verticillo dello stilo). Il colore dei fiori generalmente è bruno chiaro, verde, verdognolo, giallo, rosso o violaceo.
- Formula fiorale: per queste piante viene indicata la seguente formula fiorale:

P 3+3, [A 1, G (3)]
- Perigonio: il perigonio è composto da 2 verticilli con 3 tepali (o segmenti) ciascuno (3 interni e 3 esterni). I tepali sia quelli esterni che quelli interni (escluso quello centrale, diverso dagli altri, chiamato labello) sono molto simili (a forma lanceolato-ovata e ottusi all'apice) e conniventi in quanto tutti insieme formano un cappuccio a protezione degli organi di riproduzione.
- Labello: il labello (semplice – non formato da due parti distinte) è il tepalo centrale più interno. La forma è lanceolata e concava alla base. La parte terminale è biloba a volte con due orecchie. I due lobi divergono all'esterno. Il labello è sprovvisto di sperone ed è nettarifero nella cavità basale. In alcune specie (ex genere Listera) è caratterizzato da una lingua dalla forma allungata e stretta (nastriforme) e portamento pendulo; la parte apicale è bifida, termina cioè con due denti divaricati o lobi pendenti.
- Ginostemio: lo stame con le rispettive antere (in realtà si tratta di una sola antera fertile biloculare – a due logge) è concresciuto con lo stilo e forma una specie di organo colonnare chiamato "ginostemio"[7]. Quest'organo si presenta all'interno-centro del fiore ed è colorato di giallo. Il polline ha una consistenza gelatinosa; è posizionato nelle due logge dell'antera, queste sono fornite di una ghiandola vischiosa (chiamata retinacolo). Il retinacolo è privo di caudicole. L'ovario, incurvato, è ovoide (o sub-sferico) in posizione infera; è formato da tre carpelli fusi insieme.
- Fioritura: dalla primavera all'estate.

### Frutti
Il frutto è una piccola capsula con diverse coste e deiscente per alcune di queste.  Al suo interno sono contenuti numerosi minutissimi semi piatti. Questi semi sono privi di endosperma e gli embrioni contenuti in essi sono poco differenziati in quanto formati da poche cellule. Queste piante vivono in stretta simbiosi con micorrize endotrofiche, questo significa che i semi possono svilupparsi solamente dopo essere infettati dalle spore di funghi micorrizici (infestazione di ife fungine). Questo meccanismo è necessario in quanto i semi da soli hanno poche sostanze di riserva per una germinazione in proprio..

## Biologia
Si riproducono per impollinazione entomogama ad opera di diversi insetti pronubi (non molto grandi) come coleotteri, imenotteri e ditteri.
Le specie dell'ex genere Listera hanno da sempre attirato l'interesse della comunità scientifica per alcuni particolari movimenti del rostello quando è sfiorato da un insetto (meccanismo attivato per agevolare l'impollinazione verso gli insetti pronubi ed evitare l'autoimpollinazione – infatti subito dopo che l'insetto se ne è andato il rostello va a ricoprire lo stigma); oppure per la sua capacità di secernere alcune gocce di un muco vischioso quando è “toccato” da un insetto pronubo (questo per aumentare l'adesione del polline all'addome dell'insetto).

## Distribuzione e habitat
Le specie di questo genere sono diffuse in Europa, Asia (soprattutto temperata e montuosa, ossia a nord della catena dell'Himalaya; poche sono le specie dell'Asia tropicale) e in Nord America. Alcune specie sono di origine siberiana ed altre si trovano fino in Groenlandia. Mentre l'habitat tipico sono i boschi di vario tipo su substrato sia calcareo che siliceo. Buona parte delle specie sono endemiche in Cina (oltre 23 specie della Neottia s.s.). L'habitat preferito dalla maggioranza delle specie sono le zone fresche e ombrose dei boschi con terreni ricchi di humus.
La tabella seguente mette in evidenza alcuni dati relativi all'habitat, al substrato e alla diffusione di questi fiori relativamente allo specifico areale alpino.
| Specie        | Comunità vegetali | Piani vegetazionali         | Substrato  | pH     | Livello trofico | H2O   | Ambiente          | Zona alpina                             |
| ------------- | ----------------- | --------------------------- | ---------- | ------ | --------------- | ----- | ----------------- | --------------------------------------- |
| N. cordata    | 14                | montano subalpino           | Ca/Si      | acido  | basso           | umido | I1                | tutto l'arco alpino (escl. AO NO VA CO) |
| N. nidus-avis | 14                | collinare montano           | Ca - Ca/Si | neutro | medio           | medio | I1 I2             | tutto l'arco alpino                     |
| N. ovata      | 14                | collinare montano subalpino | Ca/Si      | neutro | medio           | medio | B5 B6 F2 F5 G4 I2 | tutto l'arco alpino                     |

Legenda e note alla tabella.
Per il “substrato” con “Ca/Si” si intendono rocce di carattere intermedio (calcari silicei e simili); vengono prese in considerazione solo le zone alpine del territorio italiano (sono indicate le sigle delle province).
Comunità vegetali:
14  = comunità forestali
Ambienti:
B5 = rive, vicinanze corsi d'acqua
B6 = tagli rasi forestali, schiarite, strade forestali
F2 = praterie rase, prati e pascoli dal piano collinare al subalpino
F5 = praterie rase subalpine e alpine
I1 = boschi di conifere
I2 = boschi di latifoglie

## Tassonomia
Alcuni recenti studi di filogenesi molecolare hanno autorizzato l'inclusione in questo genere delle specie del genere Listera.
Il genere Neottia comprende attualmente una settantina di specie diffuse nelle regioni temperate dell'Emisfero settentrionale, tre delle quali sono spontanee del territorio italiano:
- Neottia acuminata Schltr., 1924
- Neottia alternifolia (King & Pantl.) Szlach., 1995
- Neottia auriculata (Wiegand) Szlach., 1995
- Neottia bambusetorum (Hand.-Mazz.) Szlach., 1995
- Neottia banksiana (Lindl.) Rchb.f. in W.G.Walpers, 1852
- Neottia bicallosa X.H.Jin
- Neottia biflora (Schltr.) Szlach., Fragm. Florist. Geobot., 1995
- Neottia bifolia (Raf.) Baumbach, 2009
- Neottia borealis (Morong) Szlach., 1995
- Neottia brevicaulis (King & Pantl.) Szlach., 1995
- Neottia brevilabris Tang & F.T.Wang, 1951
- Neottia camtschatea (L.) Rchb.f. in H.G.L.Reichenbach, 1851
- Neottia chandrae Raskoti, J.J.Wood & Ale, Nordic J.2012
- Neottia chenii S.W.Gale & P.J.Cribb, 2009
- Neottia cinsbuensis T.P.Lin & D.M.Huang
- Neottia confusa Bhaumik, 2012
- Neottia convallarioides (Sw.) Rich., 1817
- Neottia cordata (L.) Rich., 1817
- Neottia deltoidea (Fukuy.) Szlach.
- Neottia dentata (King & Pantl.) Szlach., 1995
- Neottia dihangensis Bhaumik, 2012
- Neottia divaricata (Panigrahi & P.Taylor) Szlach., 1995
- Neottia fangii (Tang & F.T.Wang ex S.C.Chen & G.H.Zhu) S.C.Chen, S.W.Gale & P.J.Cribb, 2009
- Neottia flabellata (W.W.Sm.) Szlach., 1995
- Neottia fugongensis (X.H.Jin) J.M.H.Shaw
- Neottia fukuyamae T.C.Hsu & S.W.Chung
- Neottia furusei T.Yukawa & Yagame, 2009
- Neottia gaudissartii Hand.-Mazz.,1937
- Neottia hohuanshanensis T.P.Lin & Shu H.Wu
- Neottia inagakii Yagame, Katsuy. & T.Yukawa, 2008
- Neottia inayatii (Duthie) Schltr., 1911
- Neottia japonica (M.Furuse) K.Inoue, 1999
- Neottia karoana Szlach., 1995
- Neottia kiusiana T.Hashim. & S.Hatus., 1991
- Neottia kuanshanensis H.J.Su, 2009
- Neottia latilabra (Evrard ex Gagnep.) ined.
- Neottia listeroides Lindl. in J.F.Royle, 1839
- Neottia longicaulis (King & Pantl.) Szlach., 1995
- Neottia mackinnonii Deva & H.B.Naithani, 1986
- Neottia makinoana (Ohwi) Szlach., 1995
- Neottia megalochila S.C.Chen, 1979
- Neottia meifongensis (H.J.Su & C.Y.Hu) T.C.Hsu & S.W.Chung, 2009
- Neottia microglottis (Duthie) Schltr., 1911
- Neottia microphylla (S.C.Chen & Y.B.Luo) S.C.Chen, S.W.Gale & P.J.Cribb, 2009
- Neottia morrisonicola (Hayata) Szlach.,1995
- Neottia mucronata (Panigrahi & J.J.Wood) Szlach., 1995
- Neottia nanchuanica (S.C.Chen) Szlach., 1995
- Neottia nandadeviensis (Hajra) Szlach., 1995
- Neottia nankomontana (Fukuy.) Szlach., 1995
- Neottia nepalensis (N.P.Balakr.) Szlach., 1995
- Neottia nidus-avis (L.) Rich., 1817
- Neottia nipponica (Makino) Szlach., 1995
- Neottia nujiangensis X.H.Jin
- Neottia oblata (S.C.Chen) Szlach., 1995
- Neottia ovata (L.) Bluff & Fingerh., 1838
- Neottia pantlingii (W.W.Sm.) Tang & F.T.Wang, 1951
- Neottia papilligera Schltr., 1920
- Neottia piluchiensis T.P.Lin
- Neottia pinetorum (Lindl.) Szlach., 1995
- Neottia pseudonipponica (Fukuy.) Szlach.
- Neottia puberula (Maxim.) Szlach., 1995
- Neottia smallii (Wiegand) Szlach., 1995
- Neottia smithiana Schltr., 1924
- Neottia smithii (Schltr.) Szlach., 1995
- Neottia taibaishanensis P.H.Yang & K.Y.Lang, 2006
- Neottia taizanensis (Fukuy.) Szlach., 1995
- Neottia tenii Schltr., 1924
- Neottia tenuis (Lindl.) Szlach., 1995
- Neottia unguiculata (W.W.Sm.) Szlach., 1995
- Neottia ussuriensis (Kom. & Nevski) Soó
- Neottia × veltmanii (Case) Baumbach
- Neottia wardii (Rolfe) Szlach., 1995
- Neottia yunnanensis (S.C.Chen) Szlach., 1995

### Alcune specie

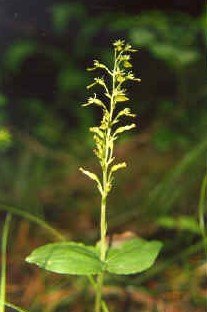
Neottia banksiana
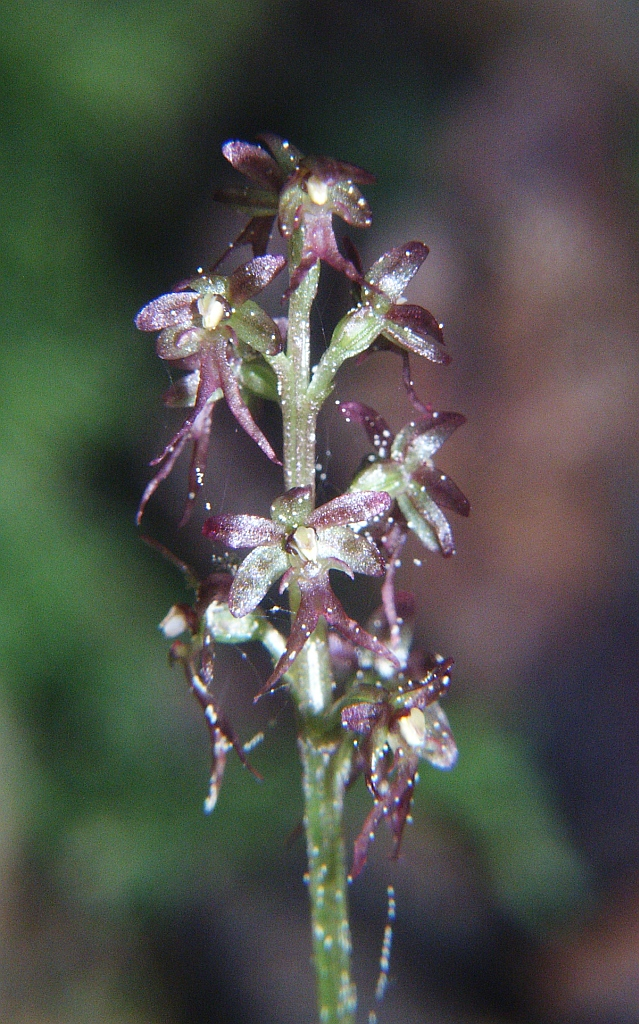
Neottia cordata
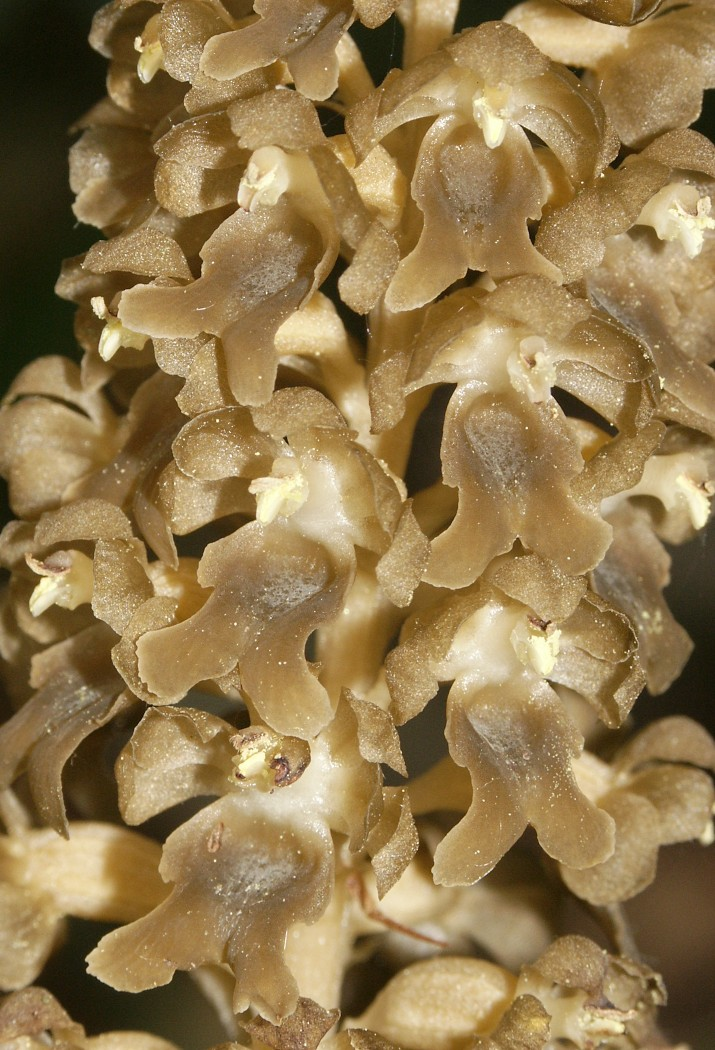
Neottia nidus-avis
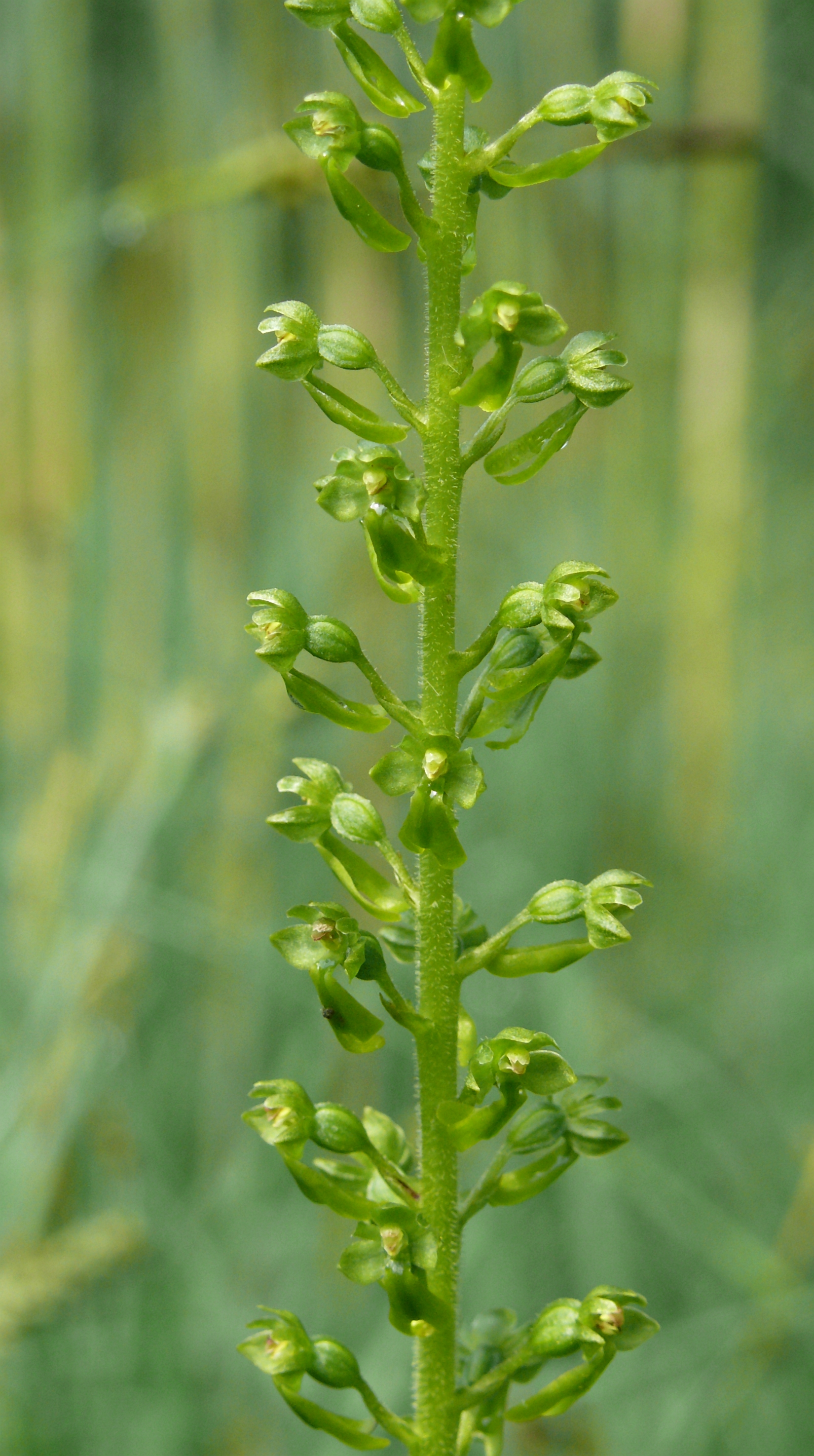
Neottia ovata
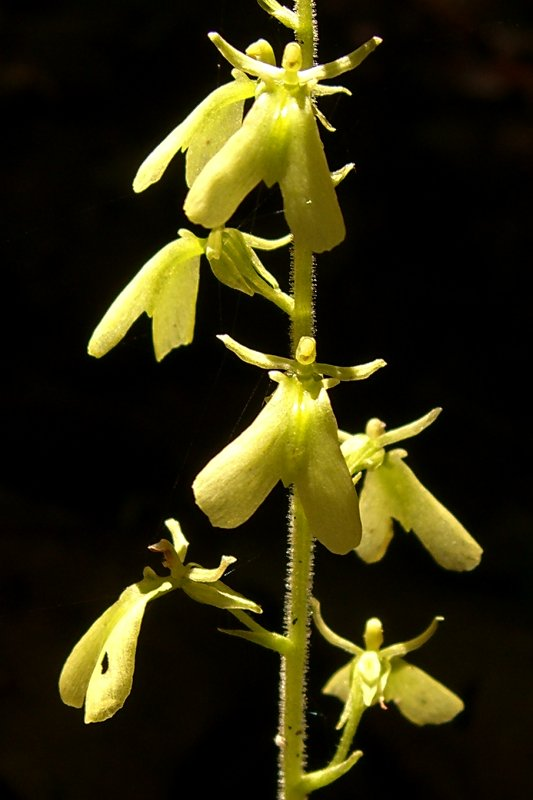
Neottia smallii

### Specie spontanee della flora italiana
Per meglio comprendere ed individuare le varie specie del genere (solamente per le specie spontanee della flora italiana) l'elenco che segue utilizza in parte il sistema delle chiavi analitiche.
- Gruppo 1A: piante prive di clorofilla con foglie ridotte a squame violacee, brunastre o giallognole;

- Neottia nidus-avis (L.) Rich. - Neottia nido d'uccello:  l'altezza di questa pianta varia da 20 a 30 cm; il ciclo biologico è perenne; la forma biologica è geofita rizomatosa (G rhiz); il tipo corologico è Eurasiatico; l'habitat tipico sono i boschi di latifoglie e faggete; la diffusione sul territorio italiano è completa; l'altitudine massima è di 1500 m s.l.m..

- Gruppo 1B: piante con foglie verdi ben sviluppate;

- Gruppo 2A: il labello è privo dei denti laterali nella parte basale, mentre all'apice è bifido;

- Neottia ovata (L.) R.Br. - Listera maggiore: l'altezza di questa pianta varia da 40 a 60 cm; il ciclo biologico è perenne; la forma biologica è geofita rizomatosa (G rhiz); il tipo corologico è Eurasiatico; l'habitat tipico sono i boschi di latifoglie; la diffusione sul territorio italiano è completa; l'altitudine massima è di 1600 m s.l.m..

- Gruppo 2B: il labello è trifido con due piccoli denti laterali nella parte basale e un lungo lobo mediano a sua volta bifido;

- Neottia cordata (L.) R.Br. - Listera minore: l'altezza di questa pianta varia da 5 a 20 cm; il ciclo biologico è perenne; la forma biologica è geofita rizomatosa (G rhiz); il tipo corologico è Circumboreale; l'habitat tipico sono i boschi di Abete rosso; la diffusione sul territorio italiano è solo al nord ed è considerata rara; queste piante vegetano ad una altitudine compresa tra 1200 e 2300 m s.l.m..

### Generi simili
Diverse orchidee spontanee del territorio italiano si presentano con infiorescenze poco appariscenti e colorazioni tendenti al verde. Qui, brevemente, elenchiamo alcuni generi le cui specie possono essere confuse ad un primo sguardo distratto:
- Corallorhiza Gagnebin (1755) – Coralloriza
- Malaxis Sol. ex Sw. (1778)  - Microstile

## Usi

### Giardinaggio
L'unico uso che viene fatto delle piante si questo genere è eventualmente nel giardino alpino o roccioso.